# Terrapene carolina
Rùa hộp thông thường (danh pháp hai phần: Terrapene carolina) là một loài rùa hộp có sáu phân loài hiện có. Nó được tìm thấy trên khắp miền đông nước Mỹ và Mexico. Rùa hộp có lớp vỏ hạ thấp bao quanh đặc biệt (mai rùa) cho phép nó hoàn toàn bao phủ thân nó. Hàm trên của nó dài và cong.
Loài rùa chủ yếu là sinh sống trên mặt đất và ăn nhiều loại thực vật và động vật. Những con cái đẻ trứng vào mùa hè. Loài này ở phần phía bắc của phạm vi của chúng ngủ đông qua mùa đông.
Rùa hộp thông thường đang giảm vì mất môi trường sống, bị giết trên đường, và bị săn bắt cho thương mại vật nuôi. Loài này được phân loại là dễ bị tổn thương đối với sự sống còn của chúng bởi Sách đỏ của IUCN. Ba tiểu bang Hoa Kỳ đặt tên cho các phân loài rùa hộp thông thường là loài bò sát chính thức của họ.